# Deutsche Meisterschaften im Sommerbiathlon 2010
Die 12. Deutschen Meisterschaften im Sommerbiathlon 2010 wurden vom 10. bis 12. September in der Sparkassenarena in Altenberg-Zinnwald ausgetragen. Die Wettbewerbe im Crosslauf wurden sowohl bei den Männern wie auch bei den Frauen in den Teildisziplinen Kleinkalibergewehr und Luftgewehr im Sprint, im Massenstart und einem Staffelwettbewerb ausgetragen. Die Staffeln wurden nach Bundesländern oder Regionen zusammengestellt. Judith Wagner war mit vier Titelgewinnen erfolgreichste Teilnehmerin. Bei den Männern war Steffen Jabin erfolgreichster Teilnehmer. Zudem gewann die Juniorin Thordis Arnold vier Titel. In allen Altersklassen waren insgesamt etwa 500 Läufer am Start.

## Ergebnisse Frauenwettbewerbe
| Kleinkaliber             | Kleinkaliber      | Kleinkaliber                                          | Kleinkaliber                                              | Kleinkaliber      |
| ------------------------ | ----------------- | ----------------------------------------------------- | --------------------------------------------------------- | ----------------- |
| Datum                    | Disziplin         | Erster Platz                                          | Zweiter Platz                                             | Dritter Platz     |
| 10. September 2010 (Fr.) | Sprint, 3 km      | Judith Wagner                                         | Sonja Deiß                                                | Julia Baiker      |
| 11. September 2010 (Sa.) | Massenstart, 5 km | Judith Wagner                                         | Sonja Deiß                                                | Stefanie Glöckner |
| 12. September 2010 (So.) | 3 × 3 km          | Württemberg I Lena Schäfer Julia Baiker Judith Wagner | Sachsen II Birgit Beuermann Constanze Schmorl Yvette Roch | –                 |

| Luftgewehr               | Luftgewehr        | Luftgewehr                                                 | Luftgewehr                                       | Luftgewehr                                         |
| ------------------------ | ----------------- | ---------------------------------------------------------- | ------------------------------------------------ | -------------------------------------------------- |
| Datum                    | Disziplin         | Erster Platz                                               | Zweiter Platz                                    | Dritter Platz                                      |
| 10. September 2010 (Fr.) | Sprint, 3 km      | Judith Wagner                                              | Anna Rosenhuber                                  | Andrea Ziegler                                     |
| 11. September 2010 (Sa.) | Massenstart, 5 km | Andrea Ziegler                                             | Kyra Hohage                                      | Stefanie Bösinghaus                                |
| 12. September 2010 (So.) | 3 × 3 km          | Westfalen I Kyra Hohage Stefanie Bösinghaus Thordis Arnold | Berlin I Maike Stumpf Ildiko Schiller Sonja Deiß | Bayern I Steffi Graf Sabine Bückl Barbara Pointner |

## Ergebnisse Männerwettbewerbe
| Kleinkaliber             | Kleinkaliber      | Kleinkaliber                                       | Kleinkaliber                                                | Kleinkaliber                                                |
| ------------------------ | ----------------- | -------------------------------------------------- | ----------------------------------------------------------- | ----------------------------------------------------------- |
| Datum                    | Disziplin         | Erster Platz                                       | Zweiter Platz                                               | Dritter Platz                                               |
| 10. September 2010 (Fr.) | Sprint, 4 km      | Steffen Jabin                                      | Paul Böttner                                                | Wolfgang Kinzner                                            |
| 11. September 2010 (Sa.) | Massenstart, 6 km | Christian Moser                                    | Wolfgang Kinzner                                            | Tobias Schröder                                             |
| 12. September 2010 (So.) | 3 × 4 km          | Thüringen I Paul Böttner Max Böttner Steffen Jabin | Bayern I Christian Moser Martin Holnburger Wolfgang Kinzner | Württemberg I Alexander Görzen Daniel Hummel Tobias Giering |

| Luftgewehr               | Luftgewehr        | Luftgewehr                                                     | Luftgewehr                                                | Luftgewehr                                         |
| ------------------------ | ----------------- | -------------------------------------------------------------- | --------------------------------------------------------- | -------------------------------------------------- |
| Datum                    | Disziplin         | Erster Platz                                                   | Zweiter Platz                                             | Dritter Platz                                      |
| 10. September 2010 (Fr.) | Sprint, 4 km      | Tobias Schröder                                                | Niklas Heyser                                             | Steffen Jabin                                      |
| 11. September 2010 (Sa.) | Massenstart, 6 km | Niklas Heyser                                                  | Daniel Hummel                                             | Simon Schwarz                                      |
| 12. September 2010 (So.) | 3 × 4 km          | Sachsen-Anhalt I Christoph Finze Tobias Schröder Steffen Jabin | Württemberg I Daniel Hummel Tobias Giering Markus Giering | Hessen III Niklas Heyser Per Heyser Matthias Giese |